# Voiture ICR
La Voiture ICR est un type de voiture de chemin de fer utilisée sur les trains domestiques et internationaux des Nederlandse Spoorwegen (NS).

## Mise au point
Ce modèle a été développé à partir de la remorque centrale des automotrices ICM[réf. nécessaire]. Il fait appel aux bogies Y32, qui ont été développés dans les années 1970 pour les voitures françaises Corail et avaient à l'époque des caractéristiques de roulement et de confort sans précédent[Où ?]. Entre 1978 et 1984, plusieurs voitures Corail de la SNCF ont été louées par les NS entre 1978 et 1984. Après avoir envisagé de commander des voitures Corail identiques à celles de la SNCF, il a été décidé de développer un modèle spécifique doté des bogies Y32 des voitures Corail et d'un aménagement intérieur à couloir central Les automotrices ICM ont également reçu cet aménagement intérieur.

## Caractéristiques techniques
Les voitures ICR ont été construites par la société Talbot à Aix-la-Chapelle. Limitées à 160 km/h, elles ont une longueur de 26,4 m et reposent sur deux bogies Y32 à deux essieux, suspendus avec des ressorts hélicoïdaux et freinés avec une combinaison de frein à disque et freins à blocs. Le chauffage est électrique. Contrairement aux voitures plus anciennes, où la basse tension était générée par des dynamos placées sur les essieux, les ICR tirent la basse tension pour l'éclairage et la ventilation, via un convertisseur statique et un onduleur, du câble électrique destiné au système de chauffage, alimenté par la locomotive. Ces voitures ont des portes asymétriques disposées en quinconce (une paire de portes étroites à une extrémité de la voiture et une paire de portes plus larges et plus accessibles à l'autre extrémité). Comme sur les Corail VTU, les toilettes sont disposées en porte-à-faux aux extrémités.

## Versions
Trois types principaux de voitures ICR ont été construits :
- ICR buurland (internationales, pays voisins) : utilisées en service intérieur et, déployables aux Pays - Bas, en Belgique, en Allemagne et au Luxembourg ;
- ICR Benelux (avec logos NS et SNCB), prévues pour les trains Benelux (Bruxelles - Amsterdam) ;
- ICR binnenland (domestiques), utilisables uniquement aux Pays-Bas.

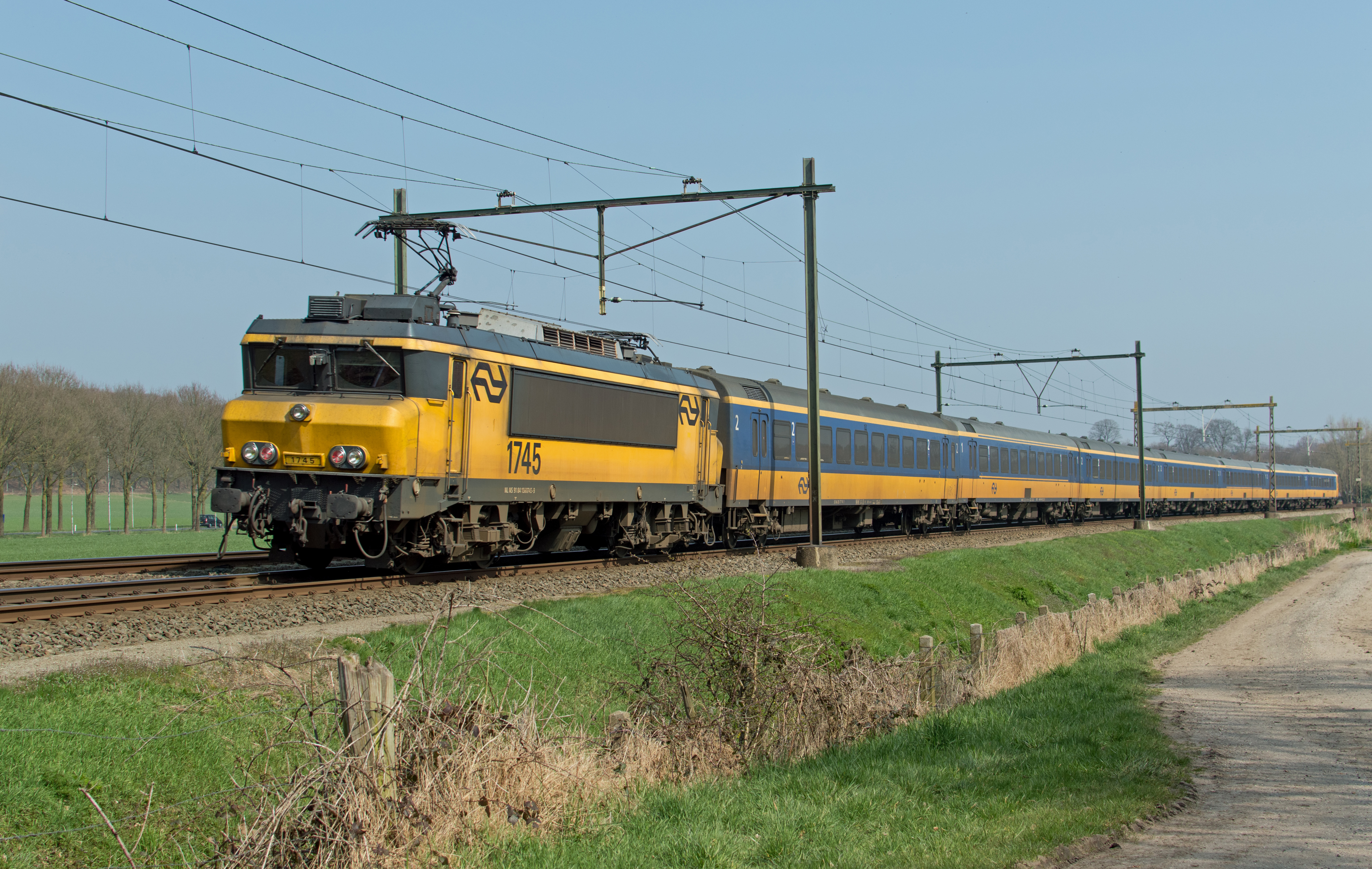
Locomotive série 1700 remorquant sept voitures ICR.

## Utilisation

### Utilisation actuelle

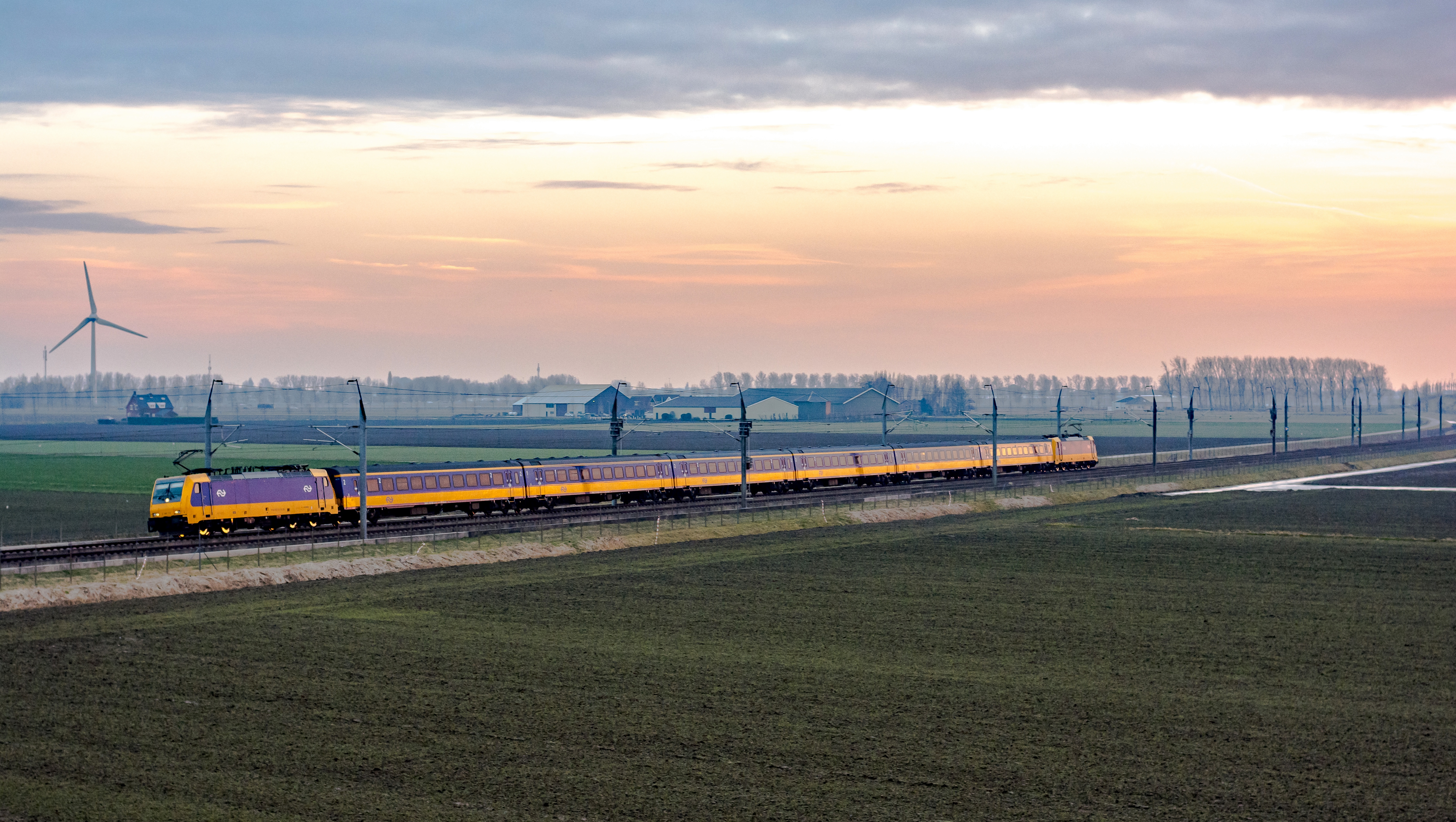
Six voitures ICR encadrées par deux Traxx série 186.

En 2021, les voitures ICR sont affectées aux services réguliers suivants :
- InterCity direct 900 : Amsterdam - Rotterdam - Bréda ;
- InterCity direct 1000 : Amsterdam - Rotterdam ;
- InterCity 1100 : La Haye - Delft - Rotterdam - Bréda - Tilbourg - Eindhoven ;
- InterCity 9200 (Benelux) : Amsterdam / La Haye - Rotterdam - Bréda - Anvers - Malines - Bruxelles.

Les trains à grande vitesse Fyra V250 devaient remplacer les ICR Benelux en 2012 mais le contrat fut annulé à cause de graves défauts techniques, obligeant les NS et la SNCB à prolonger l'utilisation des ICR au plus tard pour 2025.

### Remplacement
Les ICR sont les dernières voitures hollandaises à être exploitées en rames classiques, requérant l'usage de locomotives, et les plus anciennes ICR atteignent 40 ans de service. En 2018, les NS ont passé un accord de vente-location avec le loueur Akiem afin de louer à d'autres clients ces locomotives modernes dès que les ICR seront retirées du service.
En 2014, les NS passent commande d'automotrices Coradia Stream à Alstom, nommées InterCity Nieuwe Generatie (ICNG). Livrées à partir de 2020, elles doivent entrer en service en 2023 et remplacer toutes les ICR restantes ainsi que les plus anciennes automotrices ICM. En plus des 79 rames destinées aux dessertes intérieures, 20 rames de 8 voitures ont été conçues pour assurer les trains Benelux, à 200 km/h.

## Photographies

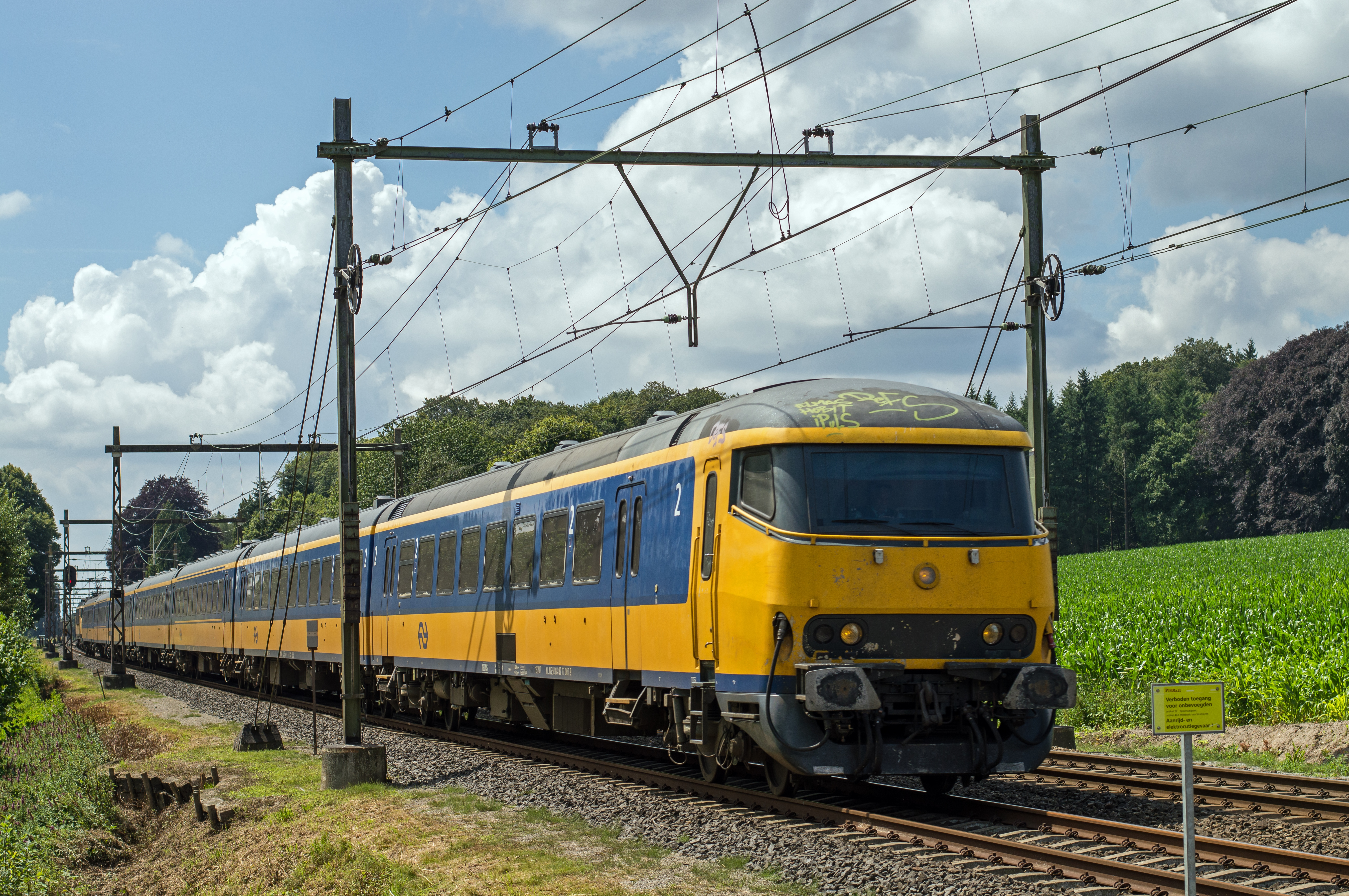
Voiture-pilote ICR.
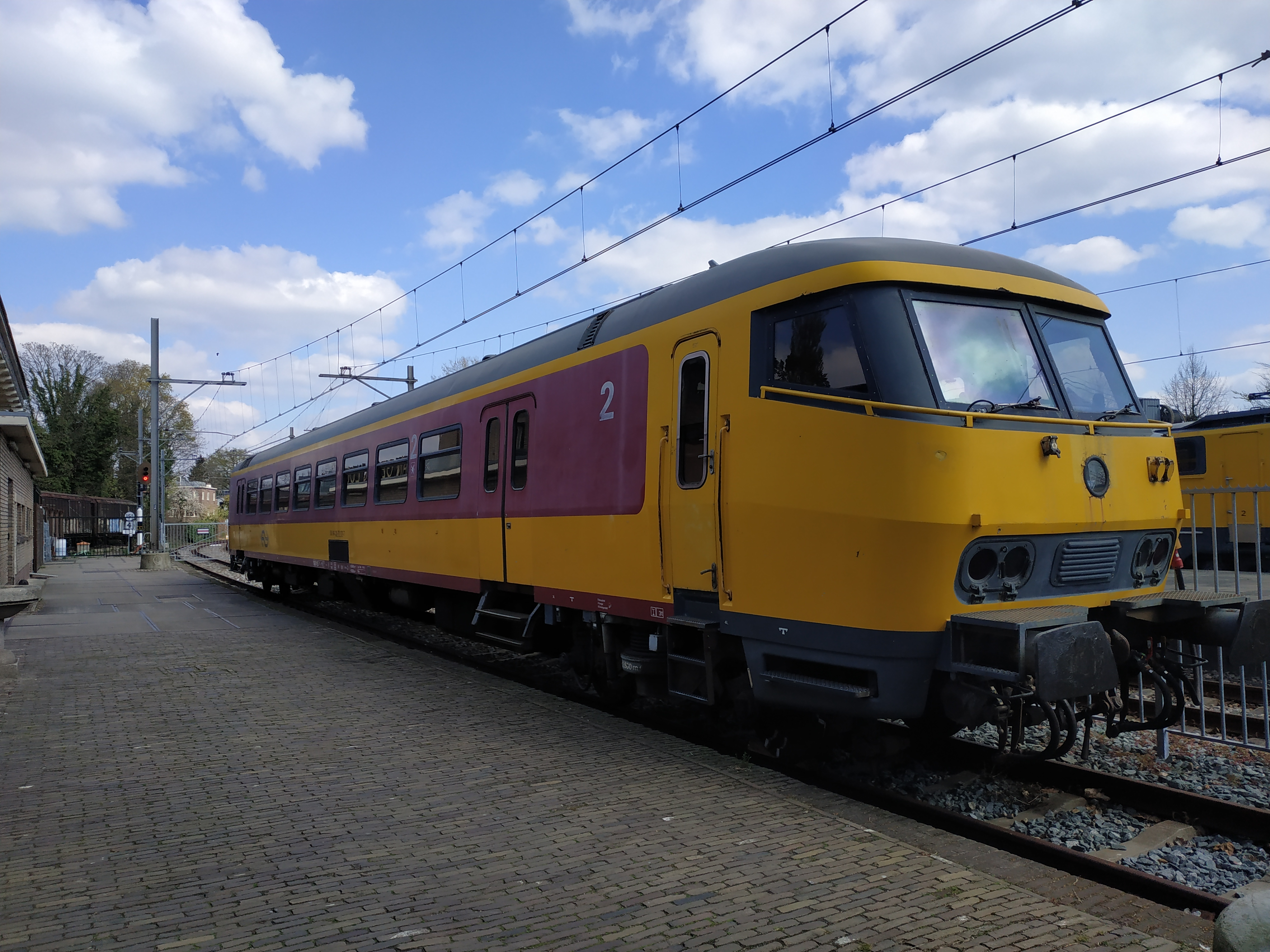
Voiture-pilote en livrée Benelux préservée au musée national.
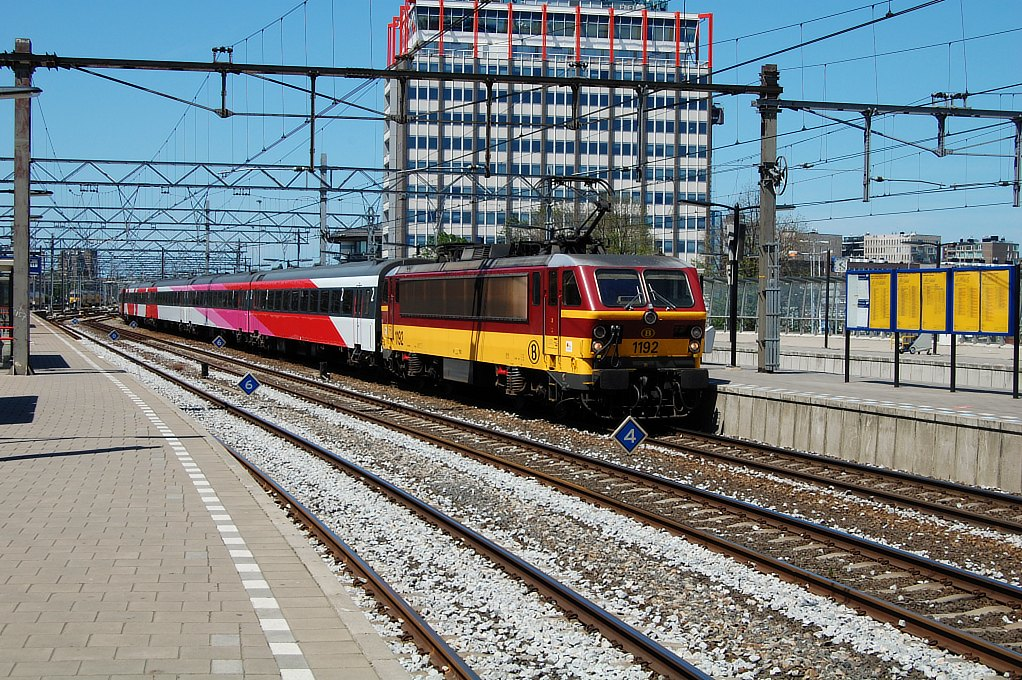
Série 11 (SNCB) et voitures ICR revêtues de l’éphémère livrée Hispeed.
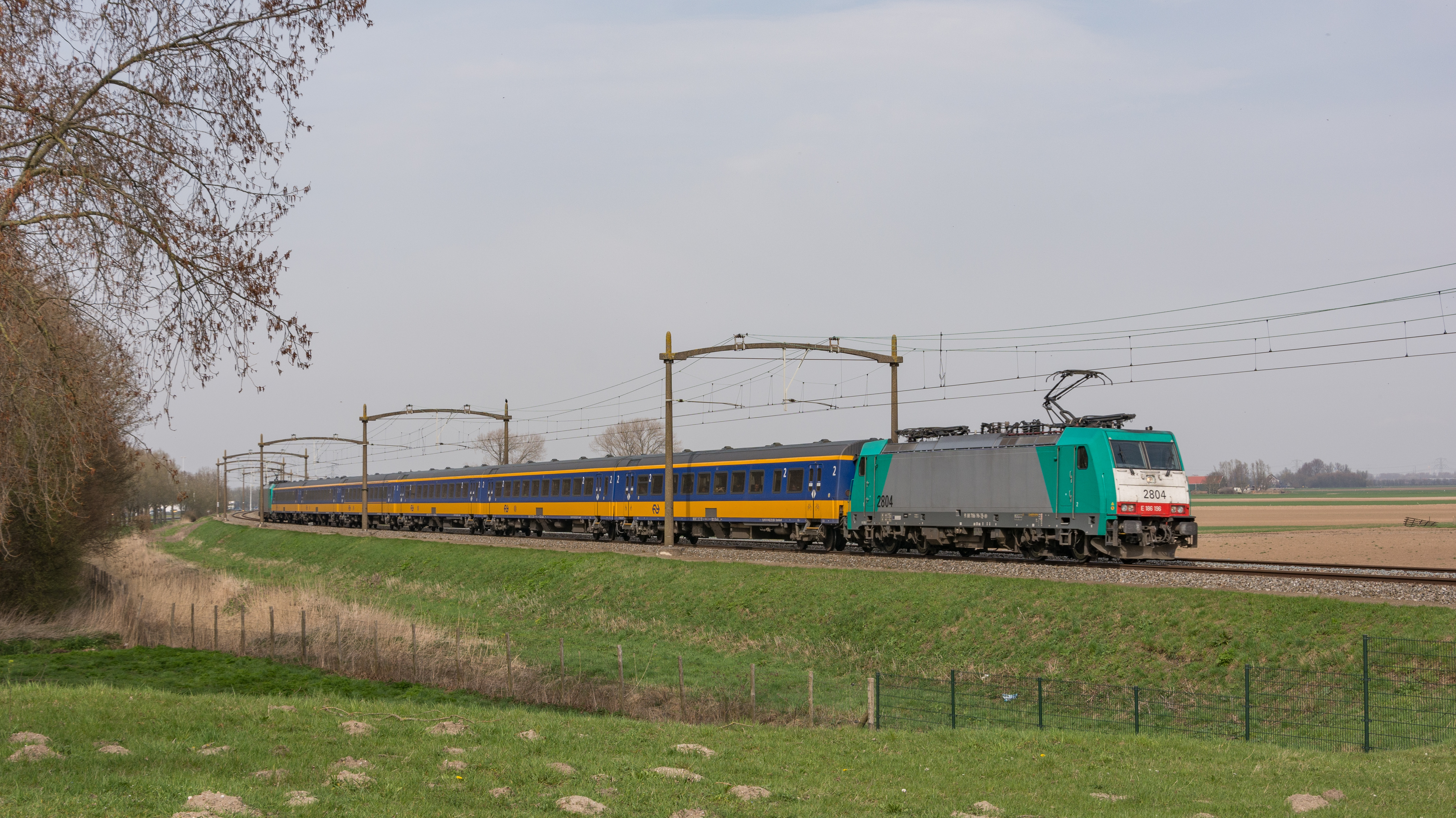
Série 28 (SNCB) remorquant une rame de voitures ICR.

Aménagement intérieur en images
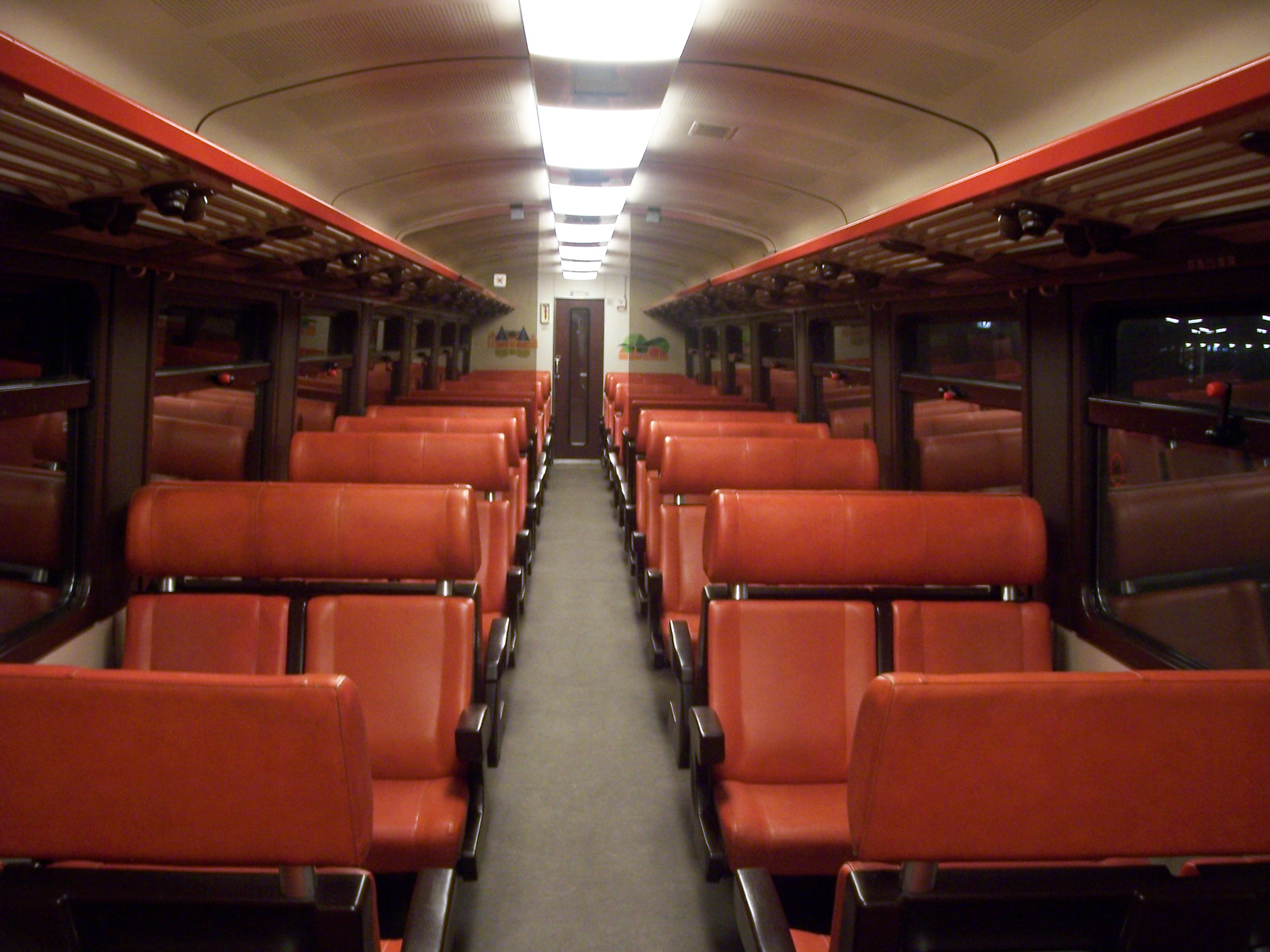
Intérieur d'origine 2e classe.
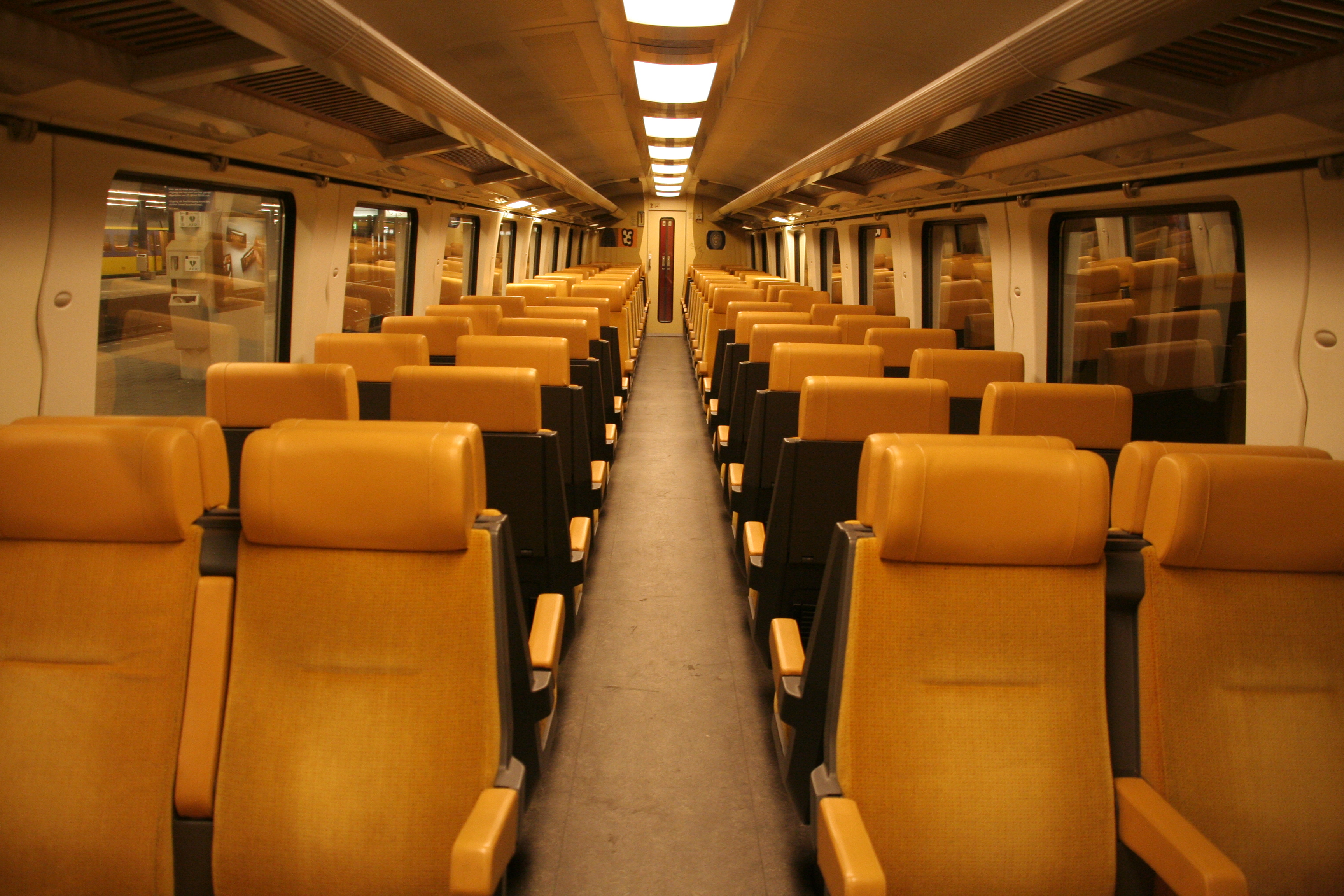
Intérieur rénové 2e classe.
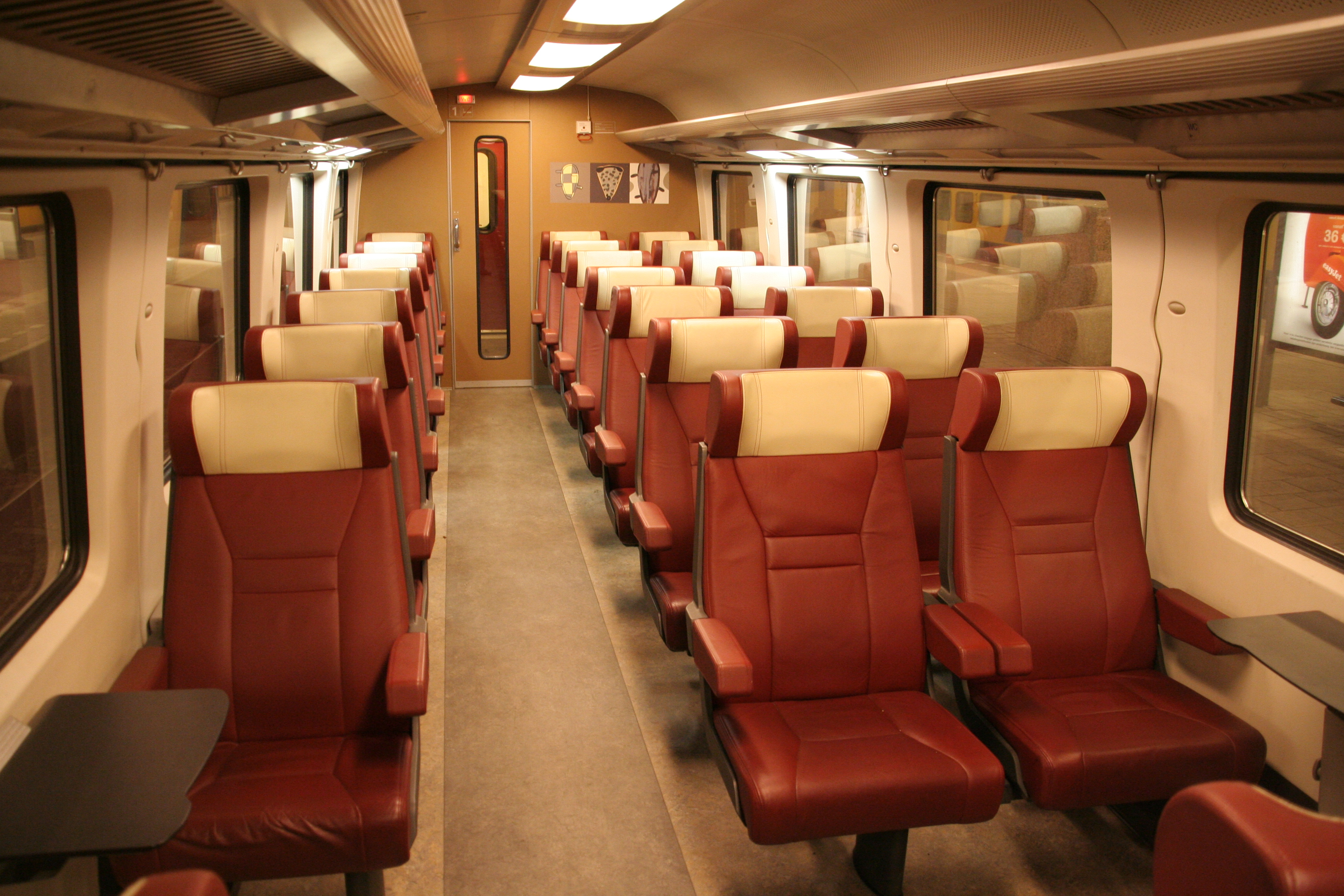
Intérieur rénové 1re classe.
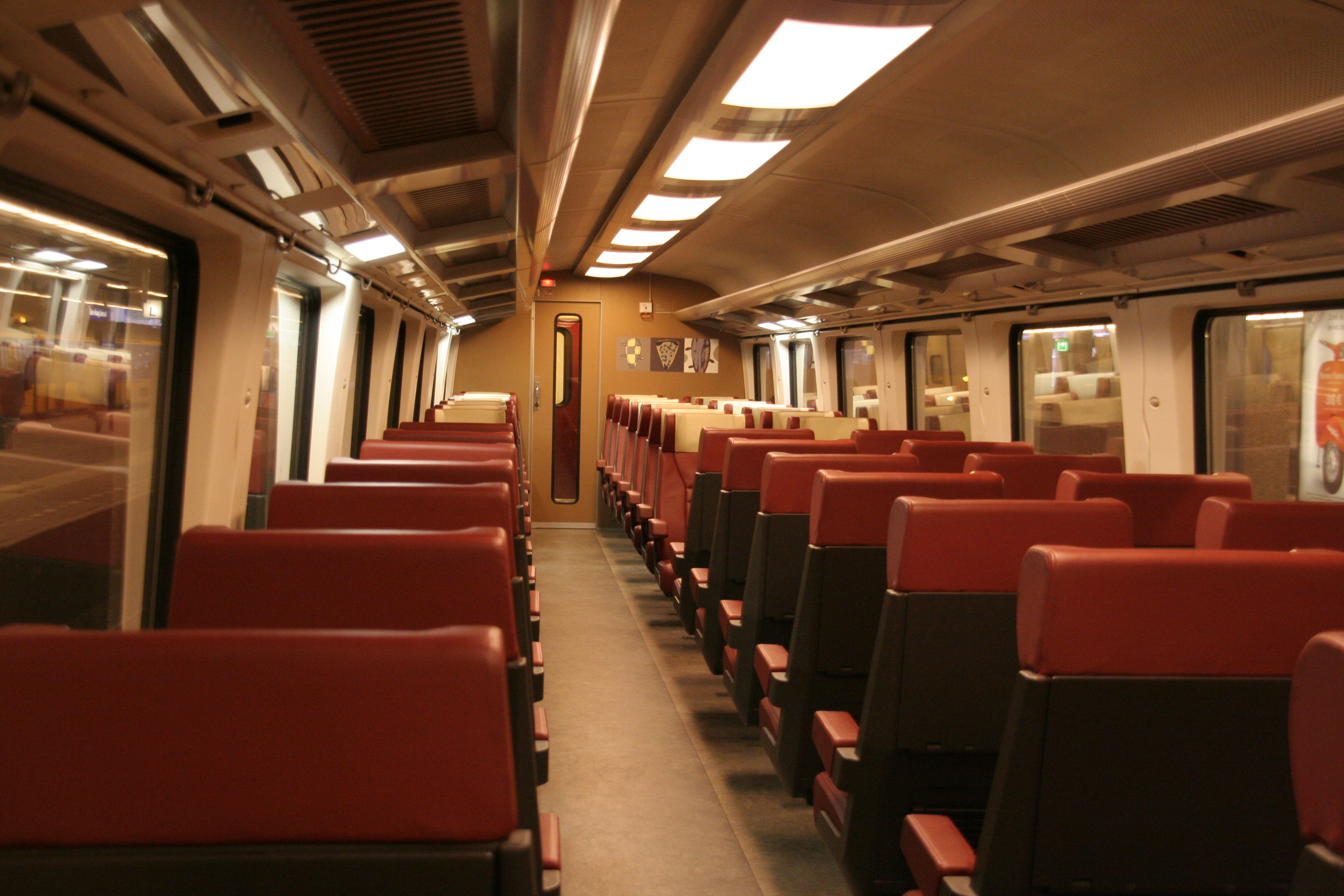
Intérieur rénové 1re classe.
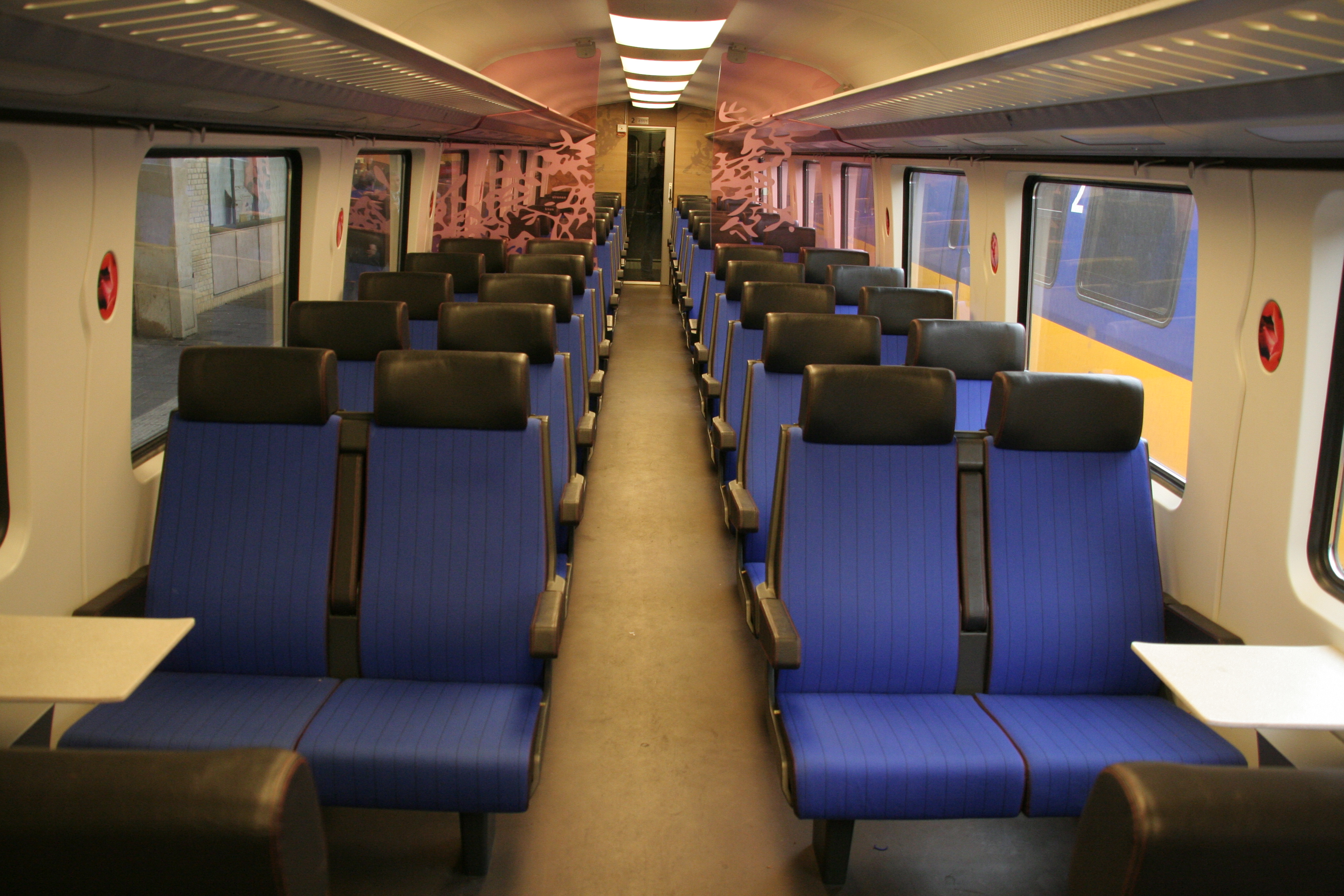
Intérieur 2e classe d'une Automotrice ICM, semblable à l'intérieur des ICR aux couleurs Fyra.
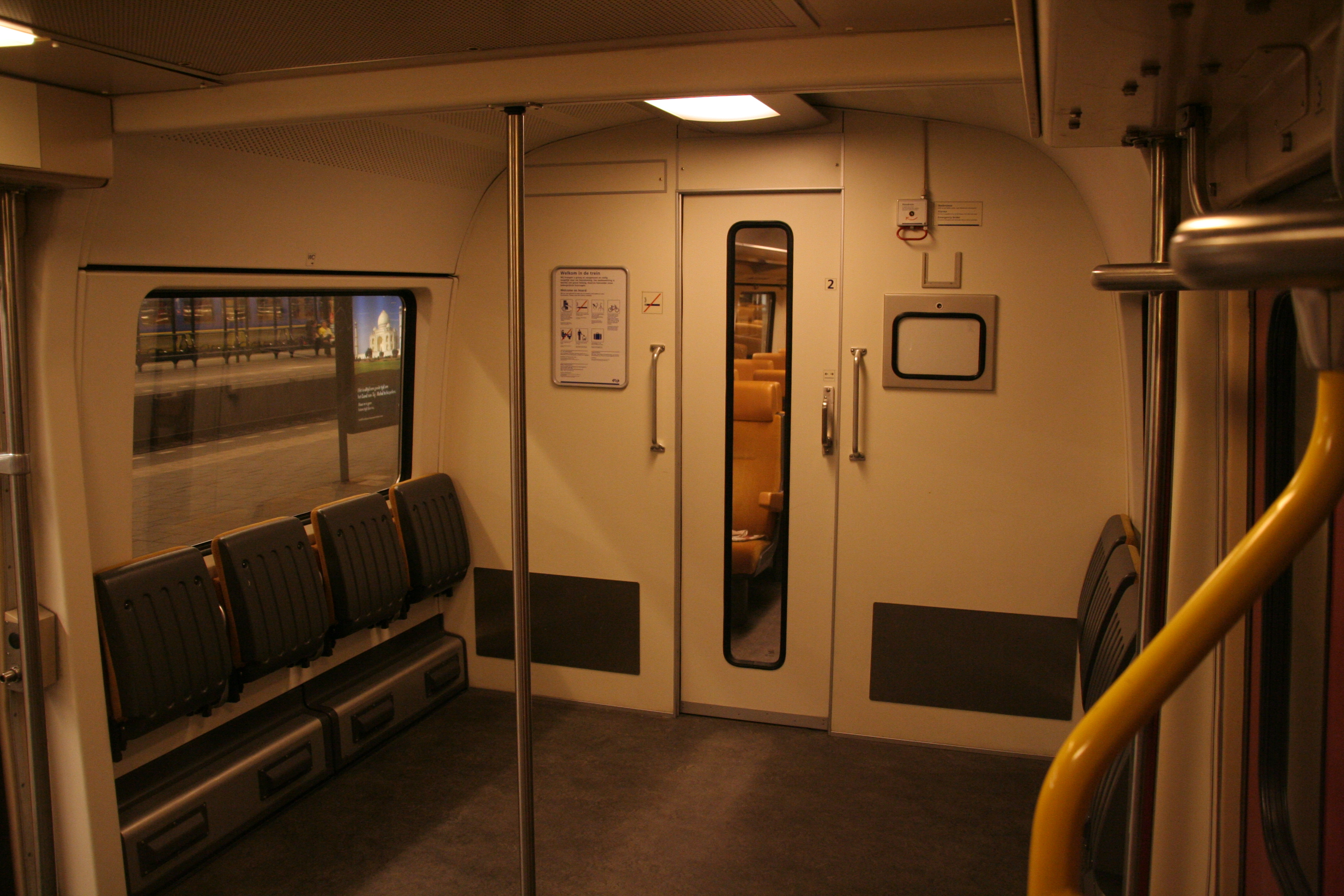
Vestibule d'une voiture Bf avec une 2e classe et une petite bagagerie.